# 海登·戈弗雷
海登·戈弗雷（英語：Hayden Godfrey，1978年12月15日—），新西兰男子自行车运动员。他曾代表新西兰参加1998年、2002年和2006年英联邦运动会自行车比赛，其中2006年英联邦运动会获得一枚铜牌。